# Cuevas de Anguiano
Las Cuevas de Villanueva, Villanueva de Anguiano o San Pedro de Villanueva es un despoblado de la Comunidad Autónoma de La Rioja (España) que pertenecía a la antigua vecindad de Villanueva de Matute, y que existió en la comarca del Alto Najerilla hasta su despoblación a mediados del siglo XV.
"Las Cuevas" (nombre con el que aparece en la mayor parte de los textos históricos) era uno de los dos barrios que conformaban la antigua vecindad de Villanueva de Matute, aunque también aparece mencionado como "San Pedro" por la advocación de su iglesia y como diferenciación del otro barrio de Villanueva que tenía por advocación a San Martín. 
El barrio de "Las Cuevas" se situaba en la margen derecha del río Najerilla, bajo la falda Noroeste de la "Mesa de Castillo", posiblemente en el paraje conocido como "Las Calles", situado a un kilómetro y medio del barrio de San Martín (situado en la margen izquierda). 
En el siglo XIV a despoblación de San Martín, lleva a sus habitantes a trasladarse a "Las Cuevas". Esta localidad seguirá habitada hasta entrado el siglo XV cuando se despoblará en favor de la vecina localidad de Anguiano. No obstante siguió existiendo Villanueva como municipio hasta su desaparición cómo entidad propia en 1836, fecha en que se disuelve el municipio pasando su jurisdicción de las vecinas localidades de Matute y Anguiano.

## Reseña histórica
En el actual término de Anguiano a unos 4 km al NE y en la margen derecha del río Najerilla, es probable que su origen remoto esté vinculado a un montículo, llano en la cumbre, llamado "Mesa del Castillo" por haber albergado una fortaleza tal vez desde época romana, que en su espalda Este y Sur da resguardo a unas cuevas, primitivas moradas que muy posiblemente darían nombre al asentamiento. En épocas de mayor seguridad y crecimiento demográfico la población abandonaría esos refugios naturales para establecerse en espacios abiertos, como sugiere el actual término "Las Calles", en el lado Norte de la "Mesa del Castillo", que precisamente comparte denominación de la zona con el de "Las Cuevas".  
En la Edad Media formó población conjuntamente con Villanueva de Matute, otro despoblado casi frontal suyo pero en la margen izquierda del mismo río. En el siglo XI, en el año 1014 el barrio de "Las Cuevas" (concretamente la iglesia de San Pedro) pasará a dominio del monasterio de San Millán de la Cogolla por donación de Sancho III, aunque su dominio será breve puesto que para mediados del siglo XI, ya desaparecen todas las menciones a la propiedad de San Millán en favor del monasterio de Valvanera.
En el siglo XIV los habitantes de San Martín de Villanueva abandonaron la localidad por la coerción señorial de Valvanera y por las presiones de los pueblos limítrofes de Anguiano, Matute y Tobía, radicalmente enfrentados al programa expansionista del monasterio, trasladándose a "Las Cuevas", que perduró hasta finales del siglo XV, siglo en que también fue abandonada trasladándose su población a la localidad de Anguiano, en concreto al actual barrio de Cuevas, a dónde trasladaron la advocación de San Pedro, y dónde los monjes de Valvanera también tenían una 'granja' de explotación agropecuaria conocida como "el Palacio". La tradición popular atribuye el traslado a una plaga de hormigas, pero la lógica histórica quiere interpretar el hecho como resultado de la servidumbre monástica, dificultades económicas e influencia de Anguiano, volcado en arrebatar a Valvanera un territorio que consideraba prolongación natural del suyo. Finalmente Villanueva desapareció como entidad propia en 1835/36, cuando la Desamortización de Mendizábal enajenó los bienes de Valvanera, y su jurisdicción pasó a los municipios de Anguiano y Matute tas el reconocimiento de derechos en 1871 por aplicación del Decreto de Señalamiento de Términos Municipales. 
Con posterioridad sería nuevamente habitado por algunas familias ya como vecinos de Anguiano y dedicación hostelera, aprovechando el paso por ella del camino, luego carretera, Salas de los Infantes/San Asensio, siendo su mejor exponente la Venta de Pablito.
Fue abandonada definitivamente en 1950 y en la actualidad solo recuerda su secular existencia las cuevas de la Mesa del castillo, rastros toponímicos (el mencionado Las Calles, Castillo, Penilla, San Clemente, la Eidesilla, Campo, Cajigar, la Pedrosa, Rituerto, ...) y unas ruinas de una posible ermita o sencilla iglesia